# Зуев, Владимир Евсеевич
Влади́мир Евсе́евич Зу́ев (29 января 1925, деревня Малые Голы, ныне Качугского района Иркутской области — 6 июня 2003, Томск) — советский и российский физик, академик АН СССР (1981), лауреат Государственной премии СССР (1985), Герой Социалистического Труда (1985), почётный гражданин Томска.

## Биография
Родился в семье служащего, окончил с отличием среднюю школу в селе Качуг (1942), работал забойщиком на золотоприиске треста «Байкал-золото». С 1943 по 1946 год — в армии, служил на Дальнем Востоке, участвовал в боевых действиях в Маньчжурии.
В 1951 году окончил физический факультет Томского государственного университета (ТГУ) и стал в нём преподавателем, а в 1964 году — профессором. С 1955 по 1969 год работал также в Сибирском физико-техническом институте в Томске. Кандидат наук (1954), доктор наук (1964).
В 1969 году В. Е. Зуев создал на радиофизическом факультете ТГУ кафедру оптико-электронных приборов и многие годы был её заведующим. Студентам кафедры он читал основной курс «Распространение оптических волн в атмосфере». В 1969 году Зуев организовал Институт оптики атмосферы СО АН СССР и стал первым его директором. При его непосредственном участии в 1971 году был основан Томский научный центр СО РАН и Томский Академгородок. C 1979 по 1992 год — председатель президиума Томского научного центра СО АН СССР.
24 ноября 1970 года избран член-корреспондентом АН СССР, а 29 декабря 1981 года — действительным членом АН СССР (с 1991 года — Российская академия наук, РАН). Был членом Отделения наук о Земле (секция океанологии, физики атмосферы и географии) и Сибирского отделения РАН.
Был главным редактором журнала «Оптика атмосферы и океана», членом редколлегии журнала «Известия АН СССР. Физика атмосферы и океана», членом редколлегии журнала «Известия высших учебных заведений. Физика», членом редакционного совета «Журнала прикладной спектроскопии».
Жена Нина Ивановна. Дети: дочери Ольга и Татьяна, сын Владимир (род. 1956) — геофизик.

## Награды и звания
В. Е. Зуев удостоен ряда государственных наград:
- Герой Социалистического Труда (1985)
- Орден «За заслуги перед Отечеством» II степени (2000) — за выдающиеся заслуги в научной деятельности и большой вклад в подготовку высококвалифицированных кадров[5]
- Почётный гражданин Томской области (30 апреля 2019) — за выдающие заслуги перед Томской областью, значительный вклад в мировую науку и развитие научно-образовательного комплекса Томской области
- Орден «За заслуги перед Отечеством» III степени (10 марта 1995) — за заслуги перед государством и большой личный вклад в проведение научных исследований в области оптики атмосферы
- Орден Отечественной войны II степени (1985)
- Орден Трудового Красного Знамени (1975, 1981)
- Орден «Знак Почёта» (1967)
- медали

## Память
- Институт оптики атмосферы имени В. Е. Зуева СО РАН
- В честь Зуева названы улица[источник не указан 1157 дней] и переулок[источник не указан 1157 дней] в Томске (микрорайон «Наука»), а также площадь в Томском Академгородке.
- Академику Зуеву поставлен памятник в Томском Академгородке.
- Сохранился дом, в котором жил В. Е. Зуев в школьные годы. 6 июня 2003 года, в день смерти академика, на доме по улице Совторговли была открыта мемориальная доска. Родственниками было передано для библиотеки в Малых Голах несколько коробок с книгами из собственной библиотеки. Ко дню рождения В. Е. Зуева, 29 января, в библиотеке проходят Зуевские чтения.

## Публикации
Автор 32 монографий и более 600 научных статей. Основные работы в области оптики и физики атмосферы.
См. Хронологический указатель трудов (1952—2002), именной указатель соавторов, литературу о трудах и деятельности на сайте Научной библиотеки Томского университета